# Подгоричани, Нина Михайловна
Графиня Нина Михайловна Подгоричани-Петрович (псевдоним Георгий Эрард; 5 (17) декабря 1889 — 15 мая 1964) — русская поэтесса «Серебряного Века», переводчица.

## Биография
Происходила из графского рода Подгоричани. В близких кругах была известна как «княгиня Подгоричани».
Литературным дебютом стали переводы английской сказки «Хобиасы» с иллюстрациями В. Каррика и драматической поэмы «Читра» Р. Тагора (первый перевод переиздавался анонимно, второй выпущен под именем её отца). Печаталась в альманахах «Жатва» и «Песни Жатвы», в 1916 г. подготовила сборник стихотворений «Чётки из ладана» — под псевдонимом Эрард, Георгий (издан только в 2015 г.), переводила с французского, английского, персидского, румынского и других языков. В 1918—1919 сотрудничала в омских и других сибирских изданиях, печаталась в «Отечестве», «Сибирской речи»; автор «Сибирских триолетов» и других стихотворений. Для издательства «Academia» перевела Я. Райниса, Дж. Байрона, Р. Браунинга. Книга Яна Райниса «Избранные сочинения» была издана в 1935 издательством «Academia».
Была увлечённым шахматистом, много писала об этой игре, посвятив шахматам серию стихов. Стихи печатались в журнале «Шахматная Москва». В 1925 стала победительницей первого женского чемпионата в Иркутске.
Организация «ИЛХО», которую представляла Н.Подгоричани, — Иркутское литературно-художественное объединение — была создана в мае 1920 года. Ранее она же носила неформальный характер и именовалась «Баркой поэтов».
В 1926 приехала в Москву. С 1927 г. член горкома писателей. Печатала стихи в различных журналах: «Шахматы», «64», «Шахматный альманах», «Мурзилка», «Огоньки», «Колхозные ребята».
В тридцатые годы Нина Подгоричани носила фамилию Любарская (по третьему мужу), работала драматургом Московского кукольного театра.
В 1938 была арестована по доносу детской писательницы Надежды Белинович по обвинению в подготовке покушения на наркома иностранных дел М. М. Литвинова, пережила 17 лет лагерей и ссылок.

«Обвинительное заключение» от 16 октября:
«Любарская Нина Михайловна, 1897 г.р. [указан фиктивный год рождения], русская, урож. г. Варшава, гражданка СССР, из потомственных дворян, — бывшая графиня, — отец граф Подгоричани… имеет двух сестер за границей в Италии и Харбине». Арестована 16 января 1938 г., содержалась в Бутырской тюрьме.
ОСО при НКВД, 20 октября 1938 г., пункт 43, дело № 8956/МО о Любарской Нине Михайловне, 1897 г.р., б. графине — на 8 лет ИТЛ [исправительно-трудовых лагерей], считая срок с 16 января 1938 г.

Реабилитирована в 1955, стала работать в Гослитиздате в качестве переводчика поэтического текста. Найти работу помог Г. А. Шенгели. Переводила с болгарского, румынского, чешского. В 1961 в Москве вышла книга стихов для детей старшего школьного возраста «Сначала — налево, потом — направо».
Умерла в Москве. Некролог: «Шахматная Москва» 1964, 23 мая. Похоронена на Донском кладбище (9 колумбарий, 25 секция, ряд 3).
Упоминается в книге «Сто и одна поэтесса серебряного века», с. 5.

Подводя итог в последней смете,
Задыхаясь в гневе и тоске,
Брошу вызов обнаглевшей смерти -
«Буду жить на шахматной доске!»
Нина Подгоричани «Завещание»

В разные годы подготовила сборники стихов («Четки из ладана», «Хрустальные четки», «Рубиновые четки», «Восьмая горизонталь»), которые так и не были изданы при её жизни. Ряд источников (Н.Здобнов, В.Трушкин) упоминают о существовании ещё одного сборника («Сибирские триолеты»), следы которого пока не найдены.
Переводила с английского, немецкого, французского, румынского, болгарского, сербского и других языков. Писала стихи, прозу и пьесы для детей под псевдонимом Н.Чани. Единственная (десятистраничная!) прижизненная книга Нины Михайловны вышла в свет под её полной фамилией — Подгоричани («Сначала — налево, потом — направо», книжка-ширма, «Детский мир», 1961 год; переиздана в 2015 г. издательством «Мелик-Пашаев»).
Одним из переводчиков «Сказок» Кристиана Пино (1904—1995) («История деревянной ложки», «История курочки-несушки» и «Перышко и лосось») была Нина Михайловна Подгоричани.

## Родословная
Дед — граф Александр Николаевич Подгоричани-Петрович (12.11.1809 — 28.05.1902) — статский советник, камер-юнкер Двора, мировой судья.
Бабушка — графиня Агриппина Платоновна Подгоричани-Петрович (умерла 12.05.1912 г.), урожденная княгиня Ширинская-Шихматова, дочь Платона Александровича Ширинского-Шихматова (18.11.1790 — 5.05.1853), министра народного просвещения России, сенатора, члена Государственного совета, академика, происходившего из древнего татарского княжеского рода.
- Отец — Михаил Александрович Подгоричани-Петрович (2.11.1854 — 1919), внук министра народного просвещения России князя Платона Ширинского-Шихматова, окончил юридический факультет Петербургского университета и в 1880 году получил степень кандидата прав. После этого он многие годы служил в различных судебных органах, перебрасывался с одного места на другое. С июля 1887 по март 1889 года служил прокурором Радомского окружного суда (город находится в 100 километрах от Варшавы — следующего места службы, где М. А. Подгоричани стал товарищем прокурора Варшавского окружного суда). Позднее он стал судьей окружных судов в Томске и Омске, при Колчаке произведен в сенаторы.

- Мать — Ольга Петровна, урожденная Матереева, родившаяся 24.07.1867 г., была дочерью статского советника, владельца дома на Театральной площади в Петергофе. Их брак с М.А.Подгоричани-Петровичем был заключен 11.01.1885 г.  С 1923 года жила у младшей дочери в Харбине, затем у старшей в Кракове. Умерла в Кракове в начале 1937 года.

Братья и сестры:
- Милица Михайловна Подгоричани-Петрович (1886—1975), книжный иллюстратор. Муж — Владислав Игнатьевич Горбацкий (28.03.1889–15.02.1967, Краков), из дворян Могилевской губернии, преподаватель физики и астрономии.  Милица Михайловна с 1915 года жила с супругом в Кракове
- Вадим Михайлович Подгоричани-Петрович (20.07.1887—04.03.1917). Выпускник Морского корпуса (1908 г.) Лейтенант, командир минного заградителя «Зея». Убит взбунтовашимися матросами в марте 1917 года в Гельсингфорсе[9].  Жена (с 1915 г.) — Мария Александровна, урожденная фон Шталь-Хан; в первом браке — Евланова (6.04.1884—1946).
- Ольга Михайловна Подгоричани-Петрович (2.04.1891— 1974).  С 1919 года жила в Харбине. Муж — Николай Николаевич Каменский (Краменский), офицер, в эмиграции служил на железной дороге.

Брак
Была замужем три раза, во всех браках не было детей:
- поэт Михаил Горин (бывший мичман)
- поэт Арсений Смирнов (Альвинг)
- химик Василий Любарский